# Altes Rathaus (Stade)

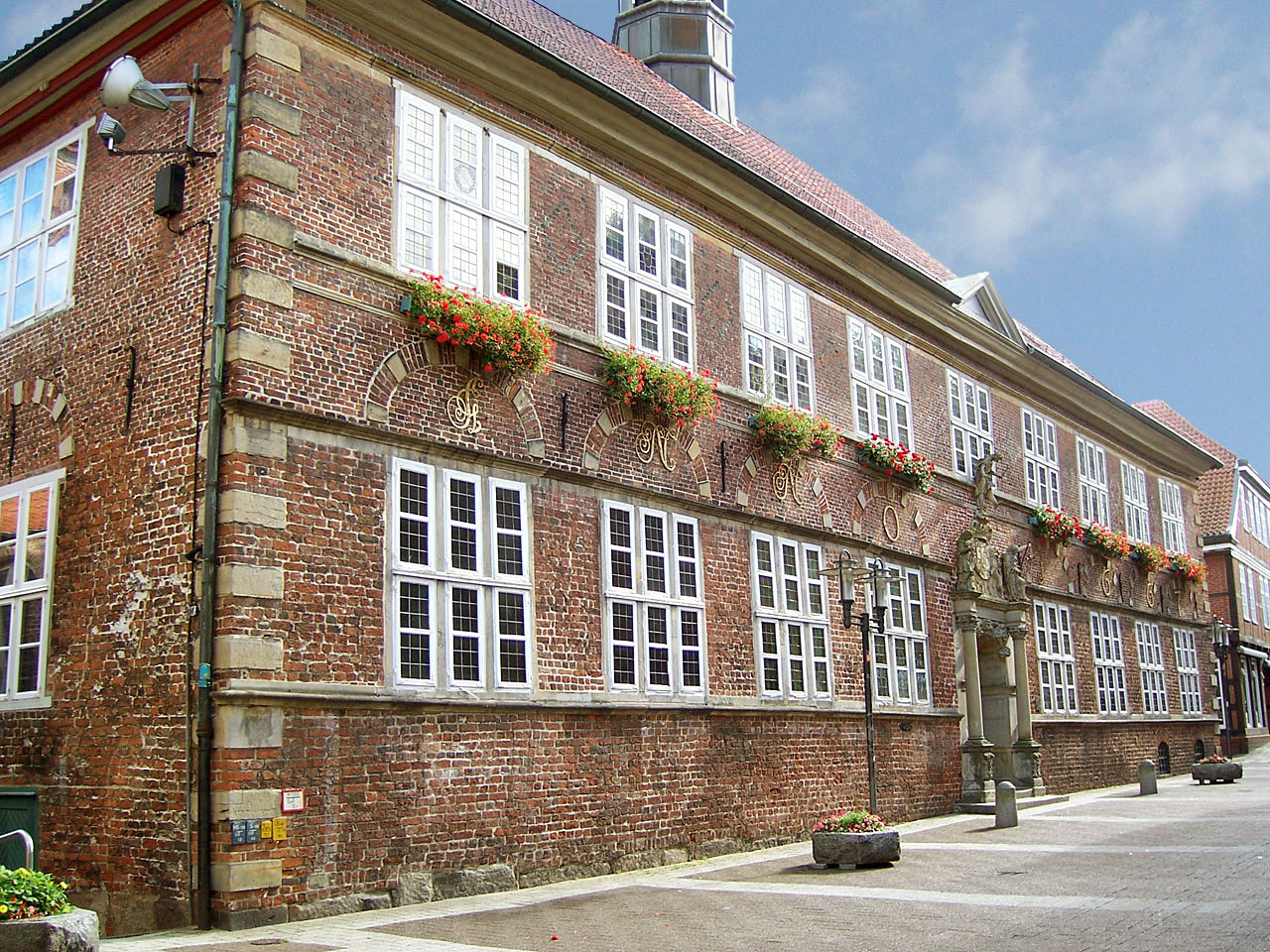
Altes Rathaus Stade

Das alte Rathaus ist ein Bauwerk des Frühbarock in Stade im gleichnamigen Landkreis in Niedersachsen. Es wird unter anderem für Konzerte und Veranstaltungen genutzt.

## Geschichte und Architektur

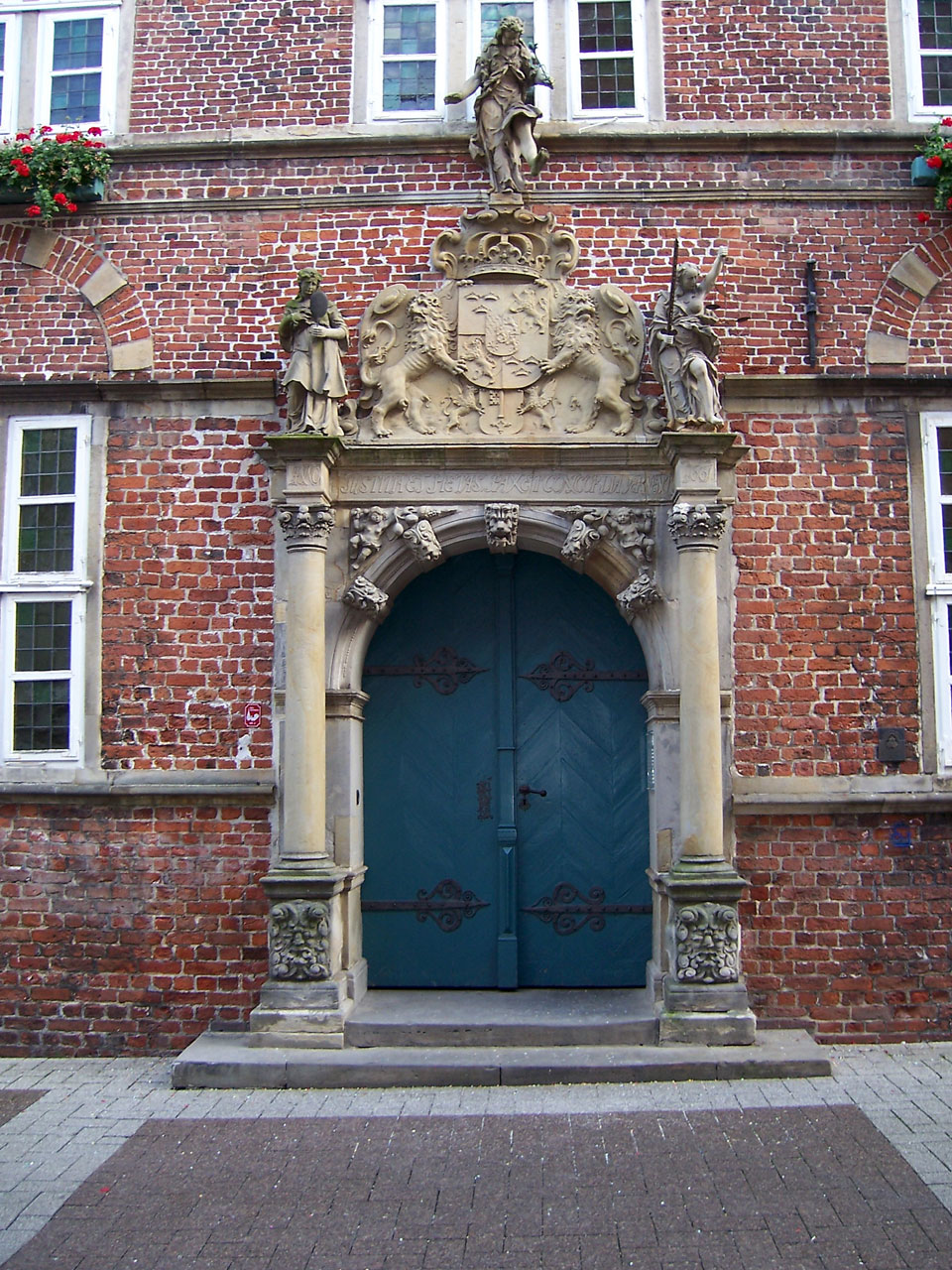
Portal

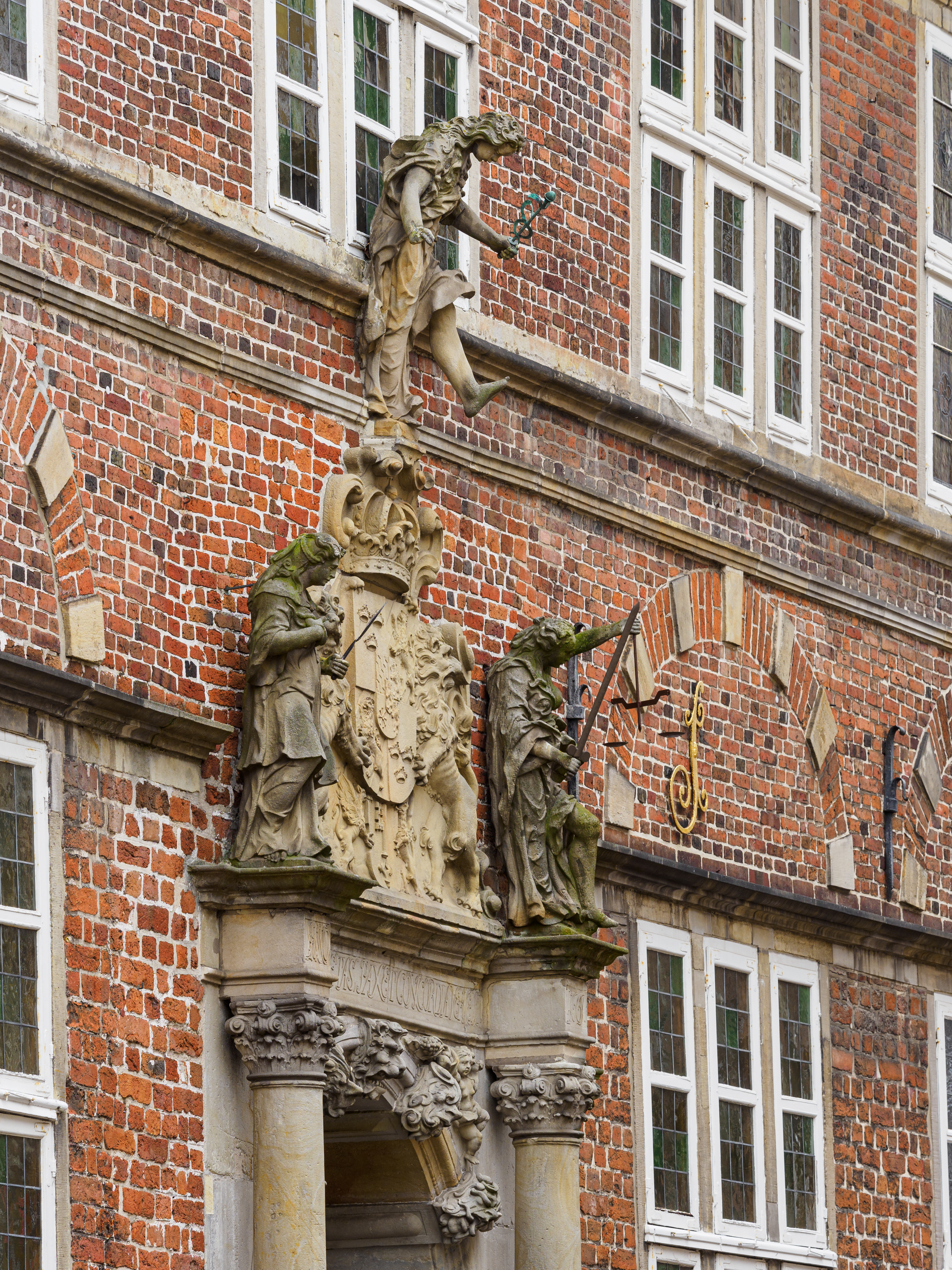
Figuren und Wappen über dem Portal

Das Rathaus in Stade wurde im Jahr 1279 erstmals urkundlich erwähnt, vermutlich war es kurz davor erbaut worden. Es wurde im Jahr 1659 beim Stadtbrand zerstört und ab 1667 über den alten Kellern neu erbaut. In den Jahren von 1985 bis 1988 erfolgte eine Erweiterung im rückwärtigen Teil durch einen Neubau.

### Äußeres
Alte Ansichten geben den Bau des 13. Jahrhunderts mit einem Längsflügel an der St.-Cosmae-Kirche und zwei quer davor an der Hökerstraße stehenden Traufenhäusern mit Zwerchgiebeln wieder. Von diesem Bauwerk sind der kleine Gewölbekeller im Nordteil des heutigen Rathauses erhalten, ferner die Pfeiler und die zwei Gurtbögen im großen Weinkeller; die dortigen Gewölbe wurden im 15. Jahrhundert erneuert. Der teils aus den Backsteinen des Vorgängerbauwerks errichtete Neubau aus dem Jahr 1667 ist als Winkelbau an der Ecke Hökerstraße/Cosmaekirchhof mit zwei Geschossen, Walmdach und Dachreiter mit offener Laterne ausgeführt. Alle gliedernden und schmückenden Bauteile bestehen aus Sandstein; die lange Front zur Hökerstraße ist als Hauptfassade ausgebildet. Diese ist durch Gesimse horizontal gegliedert, die Gebäudeecken und Entlastungsbögen der Fenster im Erdgeschoss sind durch Sandsteinquader verziert, die Mittelachse ist durch das Portal und durch einen kleinen Dreiecksgiebel betont.
Ein reich geschmücktes Säulenportal, das 1667 vom Bremer Bildhauer Wilhelm Bokeloh geschaffen wurde, ist mit dem von zwei Löwen gehaltenen Staatswappen des Königreichs Schweden, seitlich den Statuen der Wahrheit und Gerechtigkeit und einer Figur des Gottes Merkur als Bekrönung versehen. Als Vorbild diente vermutlich hier das Hauptportal des Bremer Gewerbehauses. Das Dachgesims und der Dachreiter wurden nach einem Entwurf von Andreas Henne ausgeführt. Über dem Portal findet sich die Inschrift „JUSTITIA ET PIETAS PAX ET CONCORDIA VERNENT“ – „Gerechtigkeit und Frömmigkeit, Friede und Eintracht mögen blühen“.

### Inneres
Das Innere wird durch die große Erdgeschosshalle erschlossen. Gegenüber vom Hauptportal liegt eine repräsentative zweiläufige Holztreppe mit schweren Balustern, die vom Ratszimmermeister Andreas Henne entworfen wurde; sie wurde im Jahr 1848 durch eine der Treppe vorgelegte Bogenstellung mit einem mittleren Korbbogen und hinaufführenden seitlichen Rundbögen ergänzt. Gleichfalls von Henne wurden die Türen entworfen, die im Erdgeschoss mit rustizierten Halbsäulen und gesprengten Dreiecksgiebeln versehen und im Obergeschoss reich verziert sind. Sie wurden 1989 nach Befund neu gefasst: die Portale im Erdgeschoss mit roter Marmorierung, im Obergeschoss mit grauer Marmorimitation. Besonders aufwändig ist das zum großen Festsaal führende offene Portal mit korinthischen Säulen und mit mächtigem verkröpftem Segmentbogengiebel mit zwei voneinander abweichenden Portalen daneben, die mit gedrehten Säulen verziert sind. Original ist auch das große zweiflügelige Portal an der Ostseite des Festsaals mit flankierenden korinthischen Säulen, gesprengtem Giebel und dem Wappen der Hansestadt Stade, das mit geflügelten Putten auf den Giebelschrägen versehen ist.
In einzelnen Räumen sind Stuckaturen an Decken und Wänden mit der Jahreszahl 1668 zu finden. Die Räume sind mit stark plastischem, ornamentalem und figürlichem Stuck versehen, der Greifen mit Wappenkartusche, Pelikan, Justitia, eine Personifikation der Wahrheit und weitere allegorische Figuren sowie Fruchtgehänge darstellt.
Von der alten Einrichtung sind eine kastenförmige, mit Eisenbändern beschlagene Truhe und eine fahrbare Lade, beide aus dem 17. Jahrhundert, sowie drei Bildnisse der hannoverschen Könige, Georgs I., Georgs II. und Georgs III. erhalten. Die Einrichtung der Folterkammer mit einem bemerkenswerten Schrank vom Ende des 17. Jahrhunderts befindet sich im Heimatmuseum.

## Umgebung
Über den rechten Flügel schließt sich der Neubau des Rathauses Stade aus den Jahren 1985–1986 an. 
Östlich schließt sich das 1844/1846 erbaute Ratswärterhaus aus Backstein sowie das dahinterliegende mittelalterliche, teils in Fachwerk erbaute Ratsweinkellerhaus mit zwei giebelständigen Fassaden zur Straße Hinter Hagedorn an. Im Inneren wurden im Jahr 1987 Wand- und Deckenmalereien zweier Ausmalungsphasen des 17. Jahrhunderts entdeckt. Die ältere in rötlichen Farben gehaltene, vermutlich zu Beginn des 17. Jahrhunderts entstandene Ausmalung zeigt leicht perspektivische Scheinarchitektur aus Rundbogenarkaden, dunklen Pilastern und Gebälk, unterhalb der Bögen gelblich marmorierte Kassettenfelder. Darüber wurde eine schlichtere, im späten 17. Jahrhundert entstandene Ausmalung gefunden, zu der auch die Fassung der Balkendecke gehört. Die Wände sind durch schwarze, gedrehte Säulchen in fünf hohe, durch zinnoberrote Streifen gerahmte Felder gegliedert, an der Balkendecke sind Medaillons in Beschlagwerksrahmung dargestellt. Besonders interessant sind die lebendig gemalten Landschaftsdarstellungen in den Medaillons, die denjenigen im Goebenhaus, Am Wasser West 19-21, ähnlich sind.